# A Mariña Oriental
A Mariña Oriental és una comarca de Galícia situada al nord-est de la província de Lugo, a la franja oriental d'A Mariña. La seva capital és Ribadeo.

## Geografia
Es tracta d'una comarca costanera, que limita amb el mar Cantàbric al nord, amb A Mariña Central, la comarca de Meira i la Terra Chá a l'oest, amb la comarca d'A Fonsagrada al sud, i amb la comarca d'Eo-Navia (Astúries) a l'est.

## Municipis
En formen part els municipis de:
- Barreiros
- A Pontenova
- Ribadeo
- Trabada